# تشنارستان السفلي (سررود الجنوبي)
تشنارستان السفلی (بالفارسية: چنارستان سفلی) هي قرية تقع في إيران في قسم سررود الجنوبي الريفي. يقدر عدد سكانها بـ 1,137 نسمة .